# Coup de grâce
Coup de grâce (fr. wym. w IPA: ku də ɡʁɑs ( odsłuchaj)), także cios łaski, cios miłosierdzia (w podobnym znaczeniu niem. Gnadenschuss  ('strzał łaski') – śmiertelny cios zadany cierpiącej lub rannej istocie (czyli po prostu dobicie jej). W tym wyrażeniu zamyka się dobijanie cywili lub żołnierzy, przyjaciół lub wrogów, za ich zgodą lub bez niej. Coup de grâce może również oznaczać zniszczenie tonącego statku. Podczas II wojny światowej uszkodzone statki były często niszczone przez własną eskortę, naprawianie ich było nieopłacalne. Zwrot ten może również oznaczać popełniane przez samurajów seppuku.
W klasycznych pojedynkach na śmierć i życie, gdy jeden z walczących został poważnie ranny, dobijano go. Podobnie było w czasie walk gladiatorów, w tym przypadku jednak najpierw potrzebna była zgoda cesarza.
Innym znaczeniem wyrażenia coup de grâce jest śmiertelny cios kata zadany dogorywającej ofierze tortur.